# Forstlicher Versuchsgarten Grafrath
De Forstlicher Versuchsgarten Grafrath is een 34 hectare groot arboretum in de gemeente Grafrath in Beieren, 35 km ten westen van München en 5 km ten noorden van de Ammersee. Het werd opgericht in 1881 als een proeftuin voor de bosbouw met als doel boomsoorten uit allerlei delen van de wereld te testen op hun geschiktheid voor de bosbouw onder de geologische en klimatologische omstandigheden in Beieren. Het arboretum wordt sinds 1995 onderhouden door de Bayerische Landesanstalt für Wald und Forstwirtschaft (LWF) en is sinds die tijd voor het publiek opengesteld. Het arboretum bevat meer dan 200 soorten buitenlandse bomen en struiken uit Amerika, Azië en Europa. Voor nieuwe aanplant of proeven is er in de voormalige proeftuin geen ruimte meer.

## Geschiedenis
In 1881 gaf koning Ludwig II van Beieren in München opdracht voor de oprichting van de Forstliche Versuchs- und Forschungsanstalt. Omdat Grafrath destijds al een spoorwegaansluiting bezat werd in hetzelfde jaar besloten hier de proeftuin voor de bosbouw aan te leggen. Verantwoordelijk voor de aanleg was Heinrich Mayr, in het begin als assistent en vanaf 1882 als professor (zijn standaardafkorting bij botanische namen is Mayr). Mayr kon daarbij putten uit planten die zijn vader, Clemens Mayr, in verschillende delen van de wereld had verzameld.

## Geologie en klimaat
Het terrein strekt zich uit ten zuiden van de spoorlijn op een hoogte van 557 tot 592  meter boven zeeniveau. In de laatste ijstijd reikte de Ammersee-gletsjer tot aan de proeftuin. Hij voerde morenemateriaal uit de Alpen mee, waaruit zich het heuvelige gebied en de tegenwoordige bodem vormde. Omdat de Noordalpen voornamelijk uit kalksteen bestaan, zit er veel kalk in de grond. Maar er zijn ook plekken met gneis, dat uit de Centrale Alpen (via het Inndal) komt.
De gemiddelde jaartemperatuur tussen 1881 en 1930 bedroeg 7,2 °C en tussen 1970 en 1990 7,8 °C. De gemiddelde neerslag per jaar bedraagt 880 mm, waarvan er tussen mei en augustus 460 mm valt. 

## Collectie
Het arboretum is een voormalige proeftuin en geen botanische tuin waar zoveel mogelijk verschillende soorten worden verzameld. Het criterium voor de selectie door Heinrich Mayr en zijn opvolgers was uitsluitend de geschiktheid voor de bosbouw in Beieren. Na tientallen jaren van observatie zijn er van de 170 onderzochte soorten maar vijf, die geschikt werden geacht voor gebruik in Beierse bossen. Bij de coniferen zijn dat de douglasspar, de reuzenzilverspar en de weymouthden en bij de loofbomen de Amerikaanse eik en de tamme kastanje. Sinds 2000 zijn er nog ongeveer 100 boom- en struiksoorten nieuw aangeplant. Voorzichtig geschat staan er in het arboretum in het totaal 12.000 bomen.

## Afbeeldingen

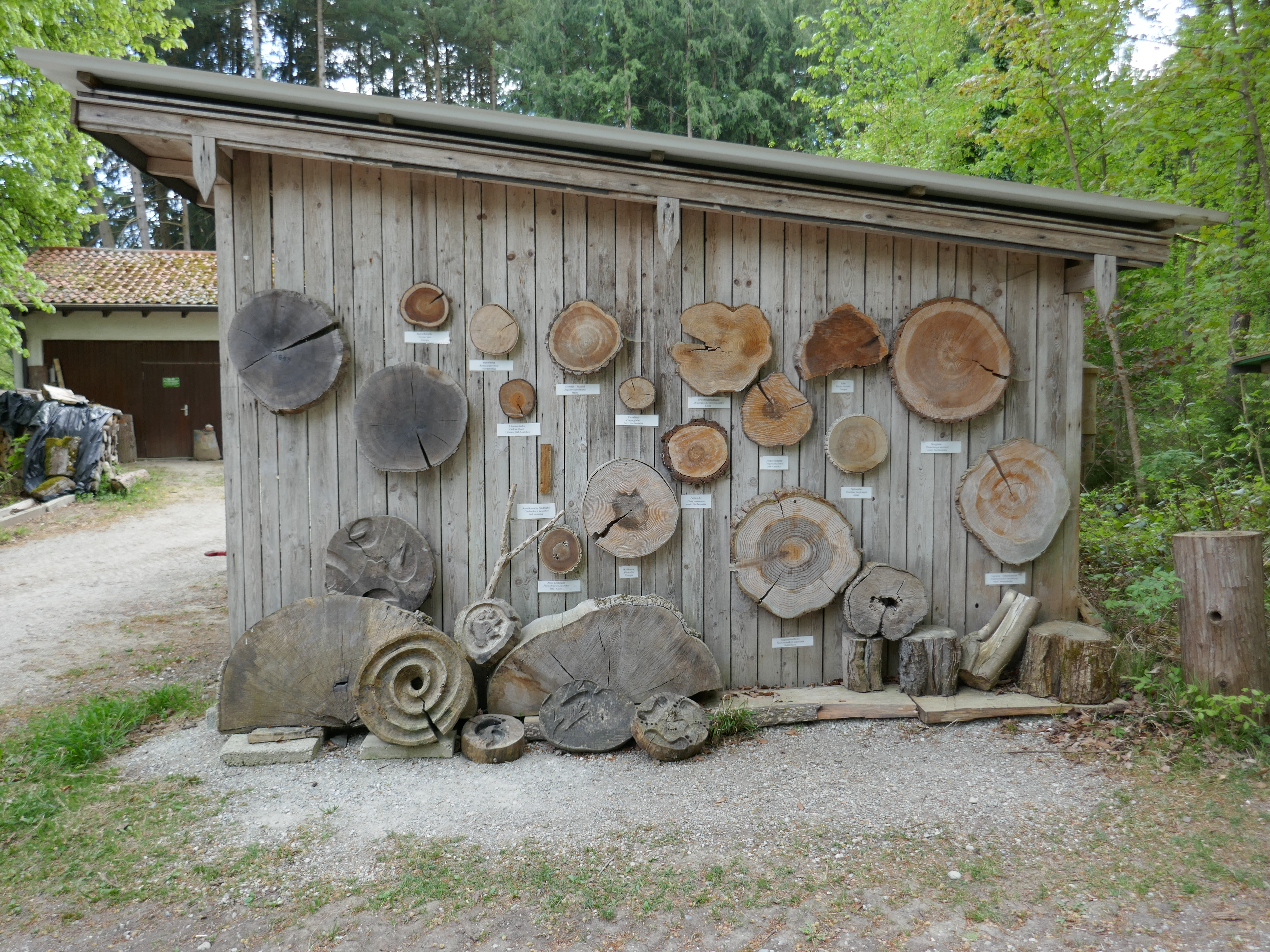
Demonstratie jaarringen
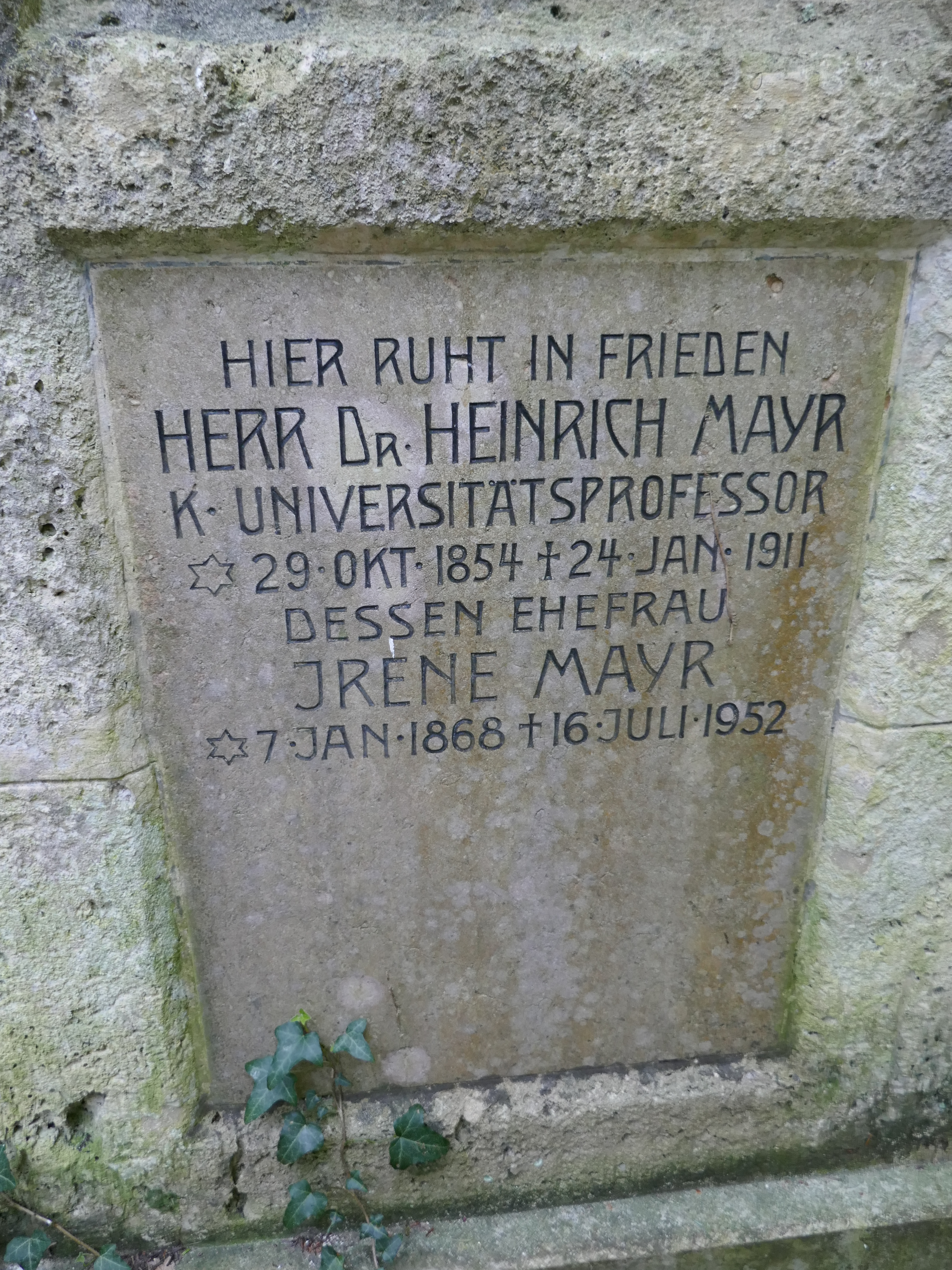
Grafsteen van de oprichter
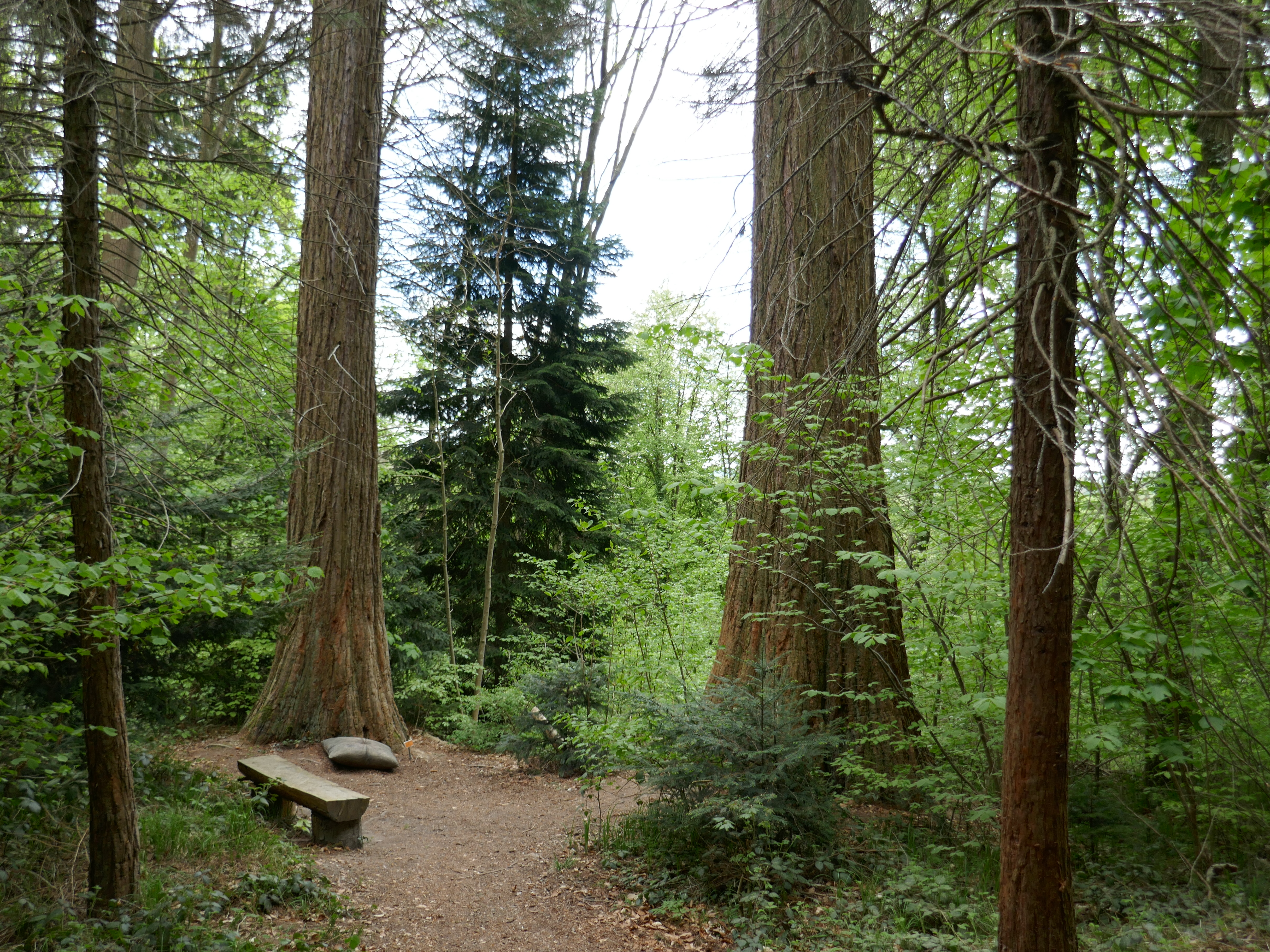
Mammoetbomen
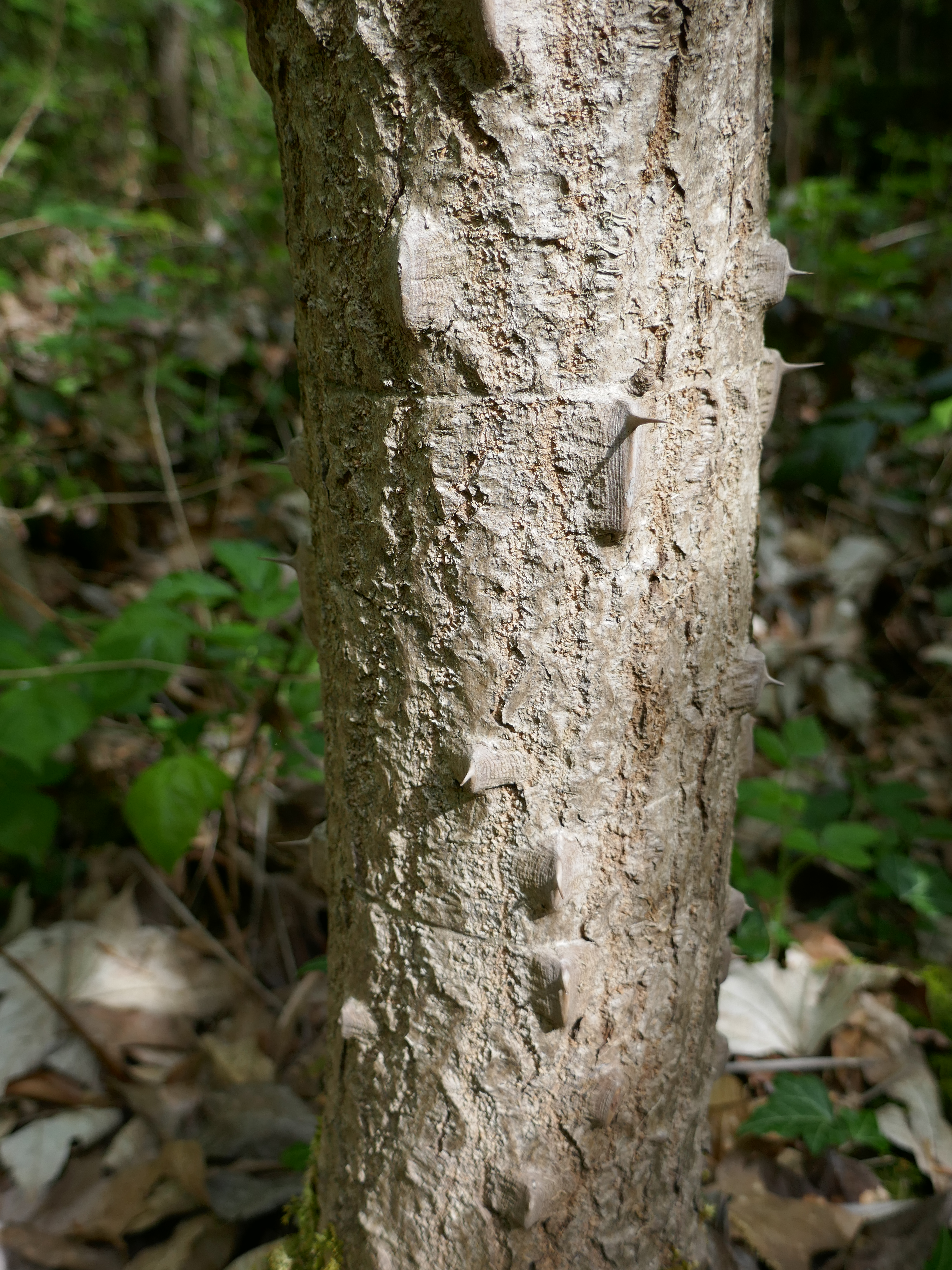
Een Stekelboom